# Josephine Rummel
Josephine Rummel (Manzanares, Espanya, 12 de maig de 1812 - Wiesbaden, Alemanya, 19 de desembre de 1877) fou una pianista i professora de piano.
El seu pare era el pianista, clarinetista, compositor i director d'orquestra Christian Franz Rummel i la seva mare María del Carmen González (1792-1857). El seu germà Joseph i tota la família es dedicà a la música amb més o menys intensitat. Josephine era el major de cinc germans. Va aprendre la música amb les classes del seu pare, i agafà una reputació amb actuacions arreu d'Alemanya i l'estranger. Posteriorment va ser professora a Wiesbaden. El seu repertori incloïa obres dels compositors del Romanticisme, o sigui de l'època en què li va tocar viure.
La revista "senyals per al món de la música", va informar el 1878: "En el 19 de desembre de 1877 va morir (en el viatge ferroviari entre Mainz i Wiesbaden), l'estimada Josephine Rummel".